# Laying My Burdens Down
Laying My Burdens Down es el undécimo álbum de estudio del músico estadounidense Willie Nelson publicado por la compañía discográfica RCA Records en 1970. Alcanzó el puesto 68 en la lista estadounidense de álbumes country.

## Lista de canciones
1. "Laying My Burdens Down" - 2:36
2. "How Long Have You Been There" - 2:35
3. "Senses" - 2:13
4. "I Don't Feel Anything" - 2:30
5. "I've Seen That Look on Me (A Thousand Times)" - 2:30
6. "Where Do You Stand?" - 2:15
7. "Minstrel Man" - 2:30
8. "Happiness Lives Next Door" - 2:36
9. "When We Live Again" - 2:14
10. "Follow Me Around" - 2:42

## Personal
- Willie Nelson - voz y guitarra acústica.

## Posición en listas
| País           | Lista              | Posición |
| -------------- | ------------------ | -------- |
| Estados Unidos | Top Country Albums | 68       |